# Acanthephippium lilacinum
Acanthephippium lilacinum är en orkidéart som beskrevs av Jeffrey James Wood och Chu Lun Chan. Acanthephippium lilacinum ingår i släktet Acanthephippium och familjen orkidéer. Inga underarter finns listade i Catalogue of Life.